# Шаламай, Сергей Анатольевич
Сергей Анатольевич Шаламай (род. 12 июня 1976, Саянск, Иркутская область) — российский хоккеист, нападающий.

## Биография
Родился в городе Саянске, там и стал заниматься хоккеем, выступал за дворовую команду. Потом перебрался в Ангарск. После победы на турнире в Ярославле, где Шаламай играл за юношескую сборную региона Сибирь - Дальний Восток, на него обратили внимание представители «Спартака». В команде провёл шесть сезонов. На драфте НХЛ 1994 года был выбран в 10-м раунде под общим 241-м номером клубом «Лос-Анджелес Кингс», но в НХЛ не попал.
Играл за клубы «Металлург» (Новокузнецк), СКА, «Витязь», «Салават Юлаев», «Химик» (Воскресенск), «Торпедо» (Нижний Новгород), ХК «Дмитров» (Дмитров), МХК «Крылья Советов», ПХК «Крылья Советов» и белорусскую «Юность» (Минск).
Всего, на высшем уровне, включая матчи чемпионатов СНГ и Межнациональной хоккейной лиги, Сергей Шаламай провёл 556 матчей (включая игры плей-офф), в которых забросил 99 шайб и отдал 148 результативных передач.
По завершении карьеры работал директором и тренером в школе «Янтарь» (Москва).

## Достижения
- Серебряный призер юношеского чемпионата Европы (1994)
- Бронзовый призёр молодёжного чемпионата мира (1996)